# Zavezniki (sura)
Zavezniki (arabsko Al-Ahzab) je 33. sura (poglavje) v Koranu, ki jo sestavlja 73 ajatov (verzov). Je medinska sura.
Med opravljanjem molitve (salata oz. namaza) pri tej suri verniki opravijo 9 ruku'jev (priklonov).